# Rue Neyret
La rue Neyret est une voie du quartier des pentes de la Croix-Rousse dans le 1er arrondissement de Lyon, en France.

## Situation et accès
Elle débute montée des Carmélites et se termine montée de la Grande-Côte en face de la rue Imbert-Colomès. La montée Neyret aboutit sur cette voie. La circulation se fait dans le sens inverse de la numérotation avec un stationnement des deux côtés le long de l'école nationale supérieure des beaux-arts.
Proche de la montée de la Grande-Côte, on trouve l'arrêt de bus Neyret des lignes   ainsi qu'un stationnement cyclable et un autre pour les deux-roues.

## Origine du nom
La rue doit son nom à Claude Neyret, marchand lyonnais et seigneur de Bellevue.

## Histoire
En 1619, Claude Neyret fait ouvrir la rue sur une partie de son tènement pour desservir les maisons qu'il y a fait construire,.
C'est dans cette rue que se trouvait le monastère des annonciades célestes dit monastère du Saint-Amour car les religieuses venaient de la commune de Saint-Amour, à l'époque dans le comté de Bourgogne. C'est à la suite du siège de Saint-Amour en 1637 qu'elles s'établissent à Lyon. Elles y restent jusqu'en 1749, puis déménagent dans le premier monastère de l'Annonciade, montée des Carmélites. Elles sont remplacées par les sœurs du Bon-Pasteur de Lyon qui en seront chassées à la révolution française.